# (332) Siri
(332) Siri es un asteroide perteneciente al cinturón de asteroides descubierto el 19 de marzo de 1892 por Maximilian Franz Wolf desde el observatorio de Heidelberg-Königstuhl, Alemania.
Se desconoce la razón del nombre.